# Mimetes saxatilis
Mimetes saxatilis  (лат.) — вид растений рода Mimetes семейства Протейные. Вечнозелёный прямостоящий редковетвящийся крупный кустарник высотой 1—2,25 м. Овальные листья 3,5—5 см длиной и 1,5—3 см шириной с тупым утолщенным красноватым концом либо с тремя зубцами у оконечности листа. Соцветие — цилиндрической формы, заканчивающееся гребнем зелёных листьев. Оно состоит из 12—22 отдельных ярко-жёлтых цветочных головок в окружении верхушек плоских зелёных листьев. Эндемик Южной Африки, ареал ограничен известняковыми районами Агульяса Западно-Капской провинции. Цветёт между июлем и декабрём в зависимости от достаточной влажности.

## История изучения
Образец вида был впервые собран в 1896 году немецким путешественником и ботаником Рудольфом Шлехтером в окрестностях деревни Элим Агульяса. Он назвал растение Mimetes saxatilis, не дав точного описания. Впервые описание было дано в 1911 году Эдвином Перси Филлипсом Название вида saxatilis означает на латыни «тот, что живёт среди камней».